# Johann Schmuzer
Johann Schmuzer (ou Johann Schmutzer, baptisé le 13 mai 1642 à Wessobrunn, mort le 12 mai 1701 à Wessobrunn) est un stucateur allemand. Il est, avec Caspar Feichtmayr, le fondateur de l'École de Wessobrunn.
Ses œuvres se trouvent principalement dans des églises baroques de Souabe ou de Haute-Bavière, comme les sanctuaires d'Ilgen et de Vilgertshofen. Son fils Joseph Schmuzer (de) continuera son travail.

## Source, notes et références
- (de) Cet article est partiellement ou en totalité issu de l’article de Wikipédia en allemand intitulé « Johann Schmuzer » (voir la liste des auteurs).
- (de) Hans Joachim Budeit, Michael Petzet (de) : Bauernkirchen – Die schönsten Dorfkirchen und Kapellen zwischen Donau und Alpen. München 2002.
- (de) Uta Schedler, « Schmuzer, Johann », dans Neue Deutsche Biographie (NDB), vol. 23, Berlin, Duncker & Humblot, 2007, p. 268–269 (original numérisé).
- (de) Hugo Schnell, U. Schedler: Lexikon der Wessobrunner. 1988
- (de) Wolfgang Winhard, « Schmuzer, Joseph », dans Biographisch-Bibliographisches Kirchenlexikon (BBKL), vol. 9, Herzberg, 1995 (ISBN 3-88309-058-1, lire en ligne), colonnes 517-519 (Eintrag über Joseph Schmuzer, mit Angaben und Literatur zur gesamten Familie)